# A. O. E.
A. O. E. (siglas de “África Occidental Española”) fue una publicación periódica editada en Ifni entre 1945 y 1968, durante el periodo de dominación española.

## Descripción
La publicación, cuyo primer número aparecería en 1945, estaba editada en la ciudad norteafricana de Sidi Ifni —en el origen del semanario parte del África Occidental Española y desde 1958 parte de la pequeña provincia de Ifni— con una periodicidad semanal. A. O. E. fue fundada por el gobernador del África Occidental, José Bermejo López. Estaba dirigida a los colonos españoles, en detrimento de la población nativa. En ella se hacía apología del papel civilizador de España en la región y se intentaba legitimar la posesión española del enclave. La firma del tratado de Fez pondría fin a su publicación, pues su último número data del 31 de diciembre de 1968.